# 濱口綾乃
濱口綾乃（6月14日—），日本女性配音員。Mausu Promotion所屬。出身於山梨縣。

## 人物簡介
2014年從AMUSEMENT MEDIA綜合學院聲優演藝學科畢業後，同年進入經紀公司Mausu Promotion附屬演員養成所。2016年正式成為Mausu Promotion所屬。
興趣和特長有打壘球、觀賞美式足球、收集香、天文宇宙檢定3級 星空博士的宣廣。

## 演出作品

### 電視動畫
2015年
- 六花的勇者（村人）

2016年
- JoJo的奇妙冒險 不滅鑽石（女性B、女、女學生A、吉良的女同事）
- 夢幻慶典（女孩子）

2017年
- CHAOS;CHILD（主播B）
- NEW GAME!!（店員A）
- 雛子的筆記（女子部員）
- 名偵探柯南（女性）

2018年
- 殺戮的天使（年輕女性）

2019年
- 多羅羅（魔魔蛾、女房）
- JoJo的奇妙冒險 黄金之風（母親〈嬰兒〉、母親）
- 名偵探柯南（劇團演員）

### 電影動畫
2016年
- 劇場版 聲之形（石田將也的姊姊）

2017年
- 豆打地平線（中部鶴木）

### 遊戲
2013年
- 妖精劍士f（妖聖）

2015年
- 源氏戀繪卷（日语：源氏恋絵巻）
- 小林可愛到爆!! 連遊戲也萌到最高點(*´ェ`*)（店員 等）

2016年
- 御城收藏:RE ～CASTLE DEFENSE～（日语：御城プロジェクト）（丸山城、板島丸串城）
- Sid Story（阿瑪迪斯、庫克）
- 戰國姬譚MURAMASA -雅-（日语：戦国姫譚MURAMASA-雅-）（大久保忠鄰[2]、支倉常長）
- 天空艦隊（撒但[3]）

### 廣播劇CD
- 愛的逃避之旅
- 我讓最想被擁抱的男人給威脅了。 0章
- 廣播驚悚劇場 第四十五號物語（和服女性）

### 外語配音
※作品依英文名稱及英文原名排序。

#### 電影
- 重綻光芒 (2017年電影)（Ali）
- 瞞天過海：八面玲瓏
- 印度合伙人（Gayatri Chauhan〈Radhika Apte 飾演〉[4]）
- 瘦魔人（Wren〈Joey King 主演〉）
- 致命傷害（英语：Take (film)）（Wendy〈Emily Harrison 飾演〉）
- 世界之間（英语：TBetween Worlds (film)）（Mary〈Lydia Hearst 飾演〉）

#### 電視影集
- 漢娜的遺言（Jessica Davis〈Alisha Boe 飾演〉）
- 小謊言（Jackie〈Hong Chau 飾演〉）
- 邦迪獸醫（英语：Bondi Vet）[注 1]
- 芝加哥警署（Kim Burgess〈Marina Squerciati 主演〉）
- 異世奇人（Yasmin Khan（英语：Yasmin Khan (Doctor Who)）〈Mandip Gill 飾演〉）
- 無神（英语：Godless (TV series)）（Sadie Rose〈Kayli Carter 飾演〉、Louise Hobbs〈Jessica Sula 飾演〉）
- 「法」妻
- 愛（Caroline、幼少期的Gus Cruikshank）
- 重返犯罪現場：洛杉磯
- 利器（Jaws）
- 飆風不歸路（Brook）
- 哈啦夏令營：十年後（英语：Wet Hot American Summer: Ten Years Later）（Renata〈Alyssa Milano 飾演〉、Ginny〈Maya Erskine 飾演〉）

#### 動畫
- 超能小萌怪（英语：Super Monsters）（Cleo Graves〈Elyse Maloway 配音〉）

### 廣告
- 大阪放送、日本電台「東京Joypolis（日语：東京ジョイポリス） Amazon聲優資訊型廣告商店」

## 腳註

## 外部連結
- Mausu Promotion公式官網的聲優簡介 （页面存档备份，存于） （日語）
- 濱口綾乃的X（前Twitter） （日語）